# Mecopelidnota cylindrica
Mecopelidnota cylindrica är en skalbaggsart som beskrevs av Waterhouse 1876. Mecopelidnota cylindrica ingår i släktet Mecopelidnota och familjen Rutelidae. Inga underarter finns listade i Catalogue of Life.